# 水东镇 (洞口县)
水东镇，是中华人民共和国湖南省邵陽市洞口县下辖的一个乡镇级行政单位。

## 行政区划
水东镇下辖以下地区：
刘樟村、庄联村、杨湾村、兴文村、角田村、四桥村、官冲村、转龙村、新卜村、高坡村、曹家村和水东村。